# دافني كورتني
دافدني كورتيناي هيكس Daphne R. Courtenay-Hicks	 (من مواليد 1917)، والمعروفة باسم 	دافني كورتني	 ، هي ممثلة من جنوب أفريقيا، شاركت في الفيلم البريطاني "quota quickies" في فترة 1930 و1940. وشاركت أيضًا في الأفلام الفرنسية متلفيلم Le battalion du ciel ، من إخراج (ألكسندر إسواي Alexander Esway).
كما أنها عملت على المسرح، في العمل المسرحي البريطاني «The Man Who Came to Dinner في» (17 نوفمبر 1941).
وهي كانت متزوجة من الممثل الإسكتلندي Hugh McDermott.

## أعمالها البارزة
- The Happy Ending (1931 film)|The Happy Ending (1931)
- A Political Party (1934)
- Father and Son (1934 film)|Father and Son (1934)
- Oh, Daddy! (1935)
- Murder by Rope (1936)
- The Captain's Table (1936 film)|The Captain's Table (1936)
- Bed and Breakfast (1938 film)|Bed and Breakfast (1938)
- They Are Not Angels (1947)
- Le battalion de ciel (1947)

### في المسرح
- The Women (play)|The Women (Novello Theatre|The Strand Theatre, 1940)
- The Man Who Came to Dinner (Theatre Royal, Birmingham|Theatre Royal, Birmingham, 1941)
- Matinée Idylls (Theatre Royal Haymarket, 1942)
- They Also Serve (Theatre Royal, Glasgow, 1944)

## وصلات خارجية
- دافني كورتني على موقع IMDb (الإنجليزية)
- دافني كورتني على موقع أول موفي (الإنجليزية)
- دافني كورتني على موقع قاعدة بيانات الفيلم (الإنجليزية)
- دافني كورتني على موقع كينوبويسك (الروسية)